# Thames Barrier
Thames Barrier er en kontrolstruktur, der har til formål at regulere vandstanden i Themsen ved Woolwich i London. Det er verdens næststørste bevægelige dæmning efter Oosterscheldekering i Holland. Byggeriet blev indledt i 1974, og barrieren stod færdig i 1984.  
Strukturen befinder sig på et sted, hvor floden er 523 meter bred. Den deler Themsen ind i seks sejlbare og fire mindre, og ikke sejlbare, kanaler mellem ni store betonbrygger. Portene er radiale, det vil sige formet som halvcylindre og kan roteres, så de danner en barriere. De kan også hæves i forbindelse med vedligeholdelsesarbejde. De fire porte i midten er 61 meter lange, 10,5 meter høje og vejer hver 1.500 ton, mens de ydre porte er 31,5 meter lange. Der er også fire sænkbare porte ved bredden. Portene er normalt åbne for skibstrafik, men når det er nødvendigt, lukkes de for at hindre, at højvande i Themsens munding får vandstanden i floden til at stige.
51°29′50.5″N 0°2′12.55″Ø / 51.497361°N 0.0368194°Ø